# سیارک ۳۵۸۸
سیارک ۳۵۸۸ (به انگلیسی: 3588 Kirik، نامگذاری:1981TH4) سه هزار و پانصد و هشتاد و هشتمین سیارک کشف شده‌است که در ۸ اکتبر ۱۹۸۱ کشف شد.
قدر مطلق سیارک برابر ۱۱٫۹۰ است.